# Paulo Flores
Paulo Flores, född 1972, är en musiker från Angola.
Paulo Flores föddes i Luanda men tillbringade en del av sin barndom i Lissabon. Hans sånger är oftast skriven på portugisiska men vissa även på kimbundu. Hans musik är ofta politiskt och behandlar Angolas politiska och sociala problem, krig och korruption. Den angolanska musikstil han oftast framför kallas Semba.

## Diskografi
- Kapuete, 1988
- Sassasa, 1990
- Coração Farrapo e Cherry, 1991
- Brincadeira Tem Hora, 1993
- Inocente, 1995
- Perto do Fim, 1998
- Recompasso, 2001
- Xé Povo, 2003
- The Best, 2003
- Ao Vivo, 2004
- Ex Combatentes, 2009